# 1953 w filmie
Wydarzenia filmowe w 1953 roku.

## Wydarzenia
- 28 lutego - decyzją sądu, amerykański koncern filmowy Warner Bros. Pictures podzielono na 2 przedsiębiorstwa: jedno zajmowało się wyłącznie produkcją filmów i ich rozpowszechnianiem, drugie zaś zarządzaniem kinami.

## Premiery

### Filmy polskie
- 24 kwietnia - Trzy opowieści - reż. Konrad Nałęcki, Ewa Petelska, Czesław Petelski
- 8 maja - Żołnierz zwycięstwa - reż. Wanda Jakubowska
- 5 września - Sprawa do załatwienia - reż. Jan Rybkowski, Jan Fethke

### Filmy zagraniczne
- Jak poślubić milionera  (How to Marry a Millionaire) - reż. Jean Negulesco (Marilyn Monroe, Betty Grable, Lauren Bacall)
- Kiss Me Kate
- Mężczyźni wolą blondynki  (Gentlemen Prefer Blondes) reż. Howard Hawks (Marilyn Monroe, Jane Russell)
- Niagara - reż. Henry Hathaway (Marilyn Monroe, Joseph Cotten, Jean Peters)
- Rzymskie wakacje (Roman Holiday) - reż. William Wyler (Audrey Hepburn, Gregory Peck, Eddie Albert)
- Stąd do wieczności
- Wieczór kuglarzy - reż. Ingmar Bergman
- Powrót Don Camilla - reż. Julien Duvivier
- Little Boy Lost – reż. George Seaton (Bing Crosby, Claude Dauphin, Christian Fourcade)
- Przybysz z kosmosu – reż. Phil Tucker
- Planet Outlaws

## Nagrody filmowe
- Oskary
  - Najlepszy film: Stąd do wieczności
  - Najlepsza rola aktorska: William Holden - (Stalag 17)
  - Najlepsza rola aktorska: Audrey Hepburn - (Rzymskie wakacje)
  - Wszystkie kategorie: Oskary w roku 1953
- Festiwal w Cannes
  - Złota Palma: Henri-Georges Clouzot - Cena strachu
- Międzynarodowy Festiwal Filmowy w Berlinie
  - Złoty Niedźwiedź: Henri-Georges Clouzot - Cena strachu

## Urodzili się
- 1 stycznia
  - Tomasz Fogiel, aktor
  - Roman Lis, aktor
  - Sławomir Domaszewicz, aktor
- 16 stycznia – Wojciech Wysocki, polski aktor
- 24 stycznia – Aleksander Mikołajczak, polski aktor
- 9 lutego – Ciarán Hinds, aktor
- 19 lutego – Massimo Troisi, włoski aktor (zm. 1994)
- 16 marca – Isabelle Huppert, francuska aktorka
- 8 kwietnia – Sławomira Łozińska, polska aktorka
- 24 maja – Alfred Molina, amerykański aktor
- 31 maja – Andrzej Grabarczyk, polski aktor
- 1 czerwca – Dorota Stalińska, polska aktorka
- 3 września – Jean-Pierre Jeunet, francuski reżyser
- 10 września – Amy Irving, aktorka amerykańska
- 19 września – Grażyna Szapołowska, polska aktorka
- 31 października – Michael J. Anderson, aktor amerykański
- 3 listopada – Kate Capshaw, aktorka amerykańska
- 19 listopada – Robert Beltran, aktor amerykański pochodzenia meksykańskiego
- 6 grudnia – Tom Hulce, aktor amerykański
- 8 grudnia – Kim Basinger, aktorka amerykańska
- 17 grudnia – Bill Pullman, aktor amerykański

## Zmarli
- 1 stycznia - Ludomir Różycki, polski kompozytor (ur. 1883)
- 30 czerwca - Wsiewołod Pudowkin, radziecki teoretyk sztuki, reżyser, scenograf i aktor filmowy (ur. 1893)